# Trypoxylus dichotomus
Espèce
Trypoxylus dichotomus est une espèce de scarabées-rhinocéros, dont le nom vernaculaire est scarabée-rhinocéros japonais. Le nom japonais est kabutomushi (甲虫), ce qui signifie "insecte casqué". On la rencontre en Chine orientale (de Pékin à Hong Kong), en Corée, au Japon (Honshū et Kyūshū) ainsi que dans certaines régions des Philippines.
Synonyme : Allomyrina dichotoma
Cet insecte est vendu pour l'élevage au Japon, où il est extrêmement populaire et fait l'objet de dessins animés, et dans d'autres contrées extrême-orientales. Il est fréquent de le rencontrer d'avril à juillet. Actif plutôt la nuit, il est attiré par les sources de lumière.

## Description
La corne céphalique en forme de Y est caractéristique de cette espèce. Elle sert au combat des mâles pendant la période des accouplements. Leur corne thoracique est plus petite. Trypoxylus dichotomus se distingue par la grandeur des mâles qui dépassent parfois 8 cm de longueur. Ce grand coléoptère est entièrement rouge foncé et possède des poils jaune blanchâtre.

## Sous-espèces
- Allomyrina dichotoma dichotoma
- Allomyrina dichotoma inchachina
- Allomyrina dichotoma septentrionalis
- Allomyrina dichotoma takarai
- Allomyrina dichotoma tunobosonis